# Santo Tomás de Castilla

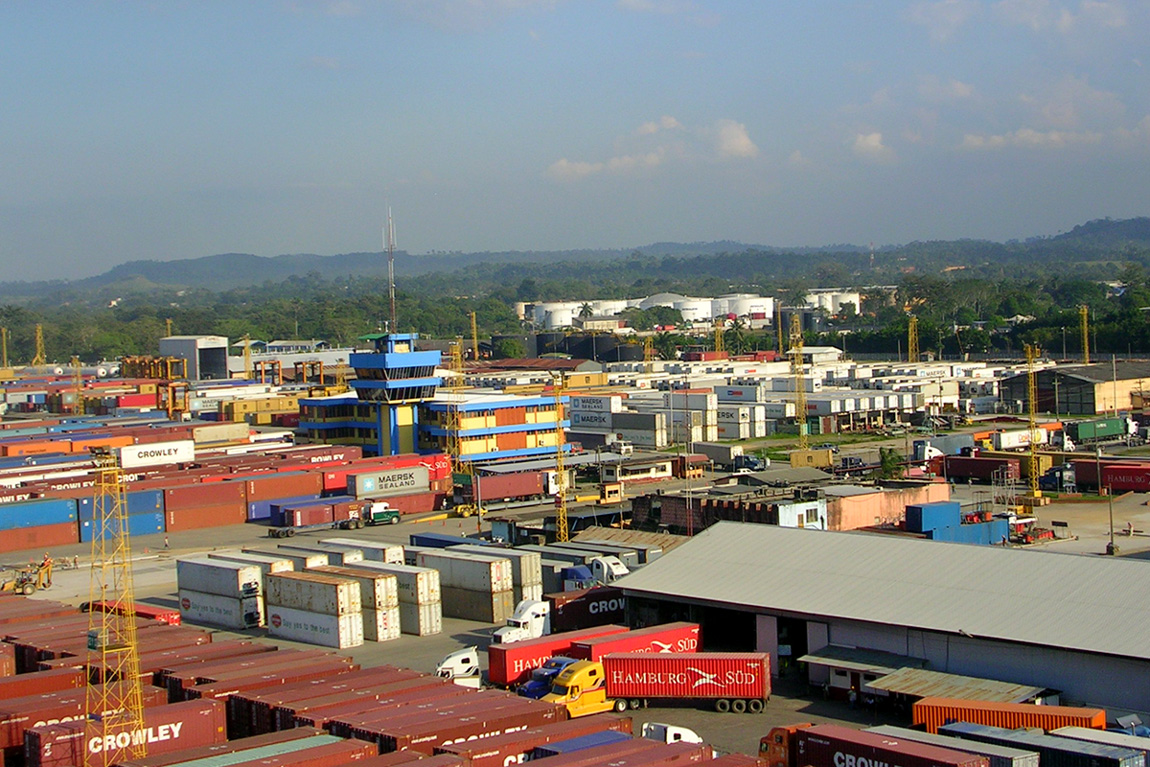
Containerhafen von Santo Tomás

Santo Tomás de Castilla ist ein Stadtteil der Hafenstadt Puerto Barrios im Departamento Izabal an der Karibikküste Guatemalas. Sie liegt an der Bahía de Amatique, einer Bucht im Golf von Honduras, unweit der Mündung des Río Motagua.

## Geschichte
Der Ort wurde schon im 16. Jahrhundert von spanischen Siedlern und Händlern angelegt und besiedelt; von hier starteten mehrere Expeditionen ins Landesinnere von Guatemala und Honduras. Im Jahr 1641 wurde der Ort jedoch wegen wiederholter Piratenangriffe aufgegeben. Im 19. Jahrhundert gründeten ihn die Belgier neu. Obwohl die Stadt schon 1958 in Matías de Gálvez umbenannt wurde, ist der frühere Name Santo Tomás de Castilla noch immer gebräuchlich.

### Belgische Kolonie 1843–1854

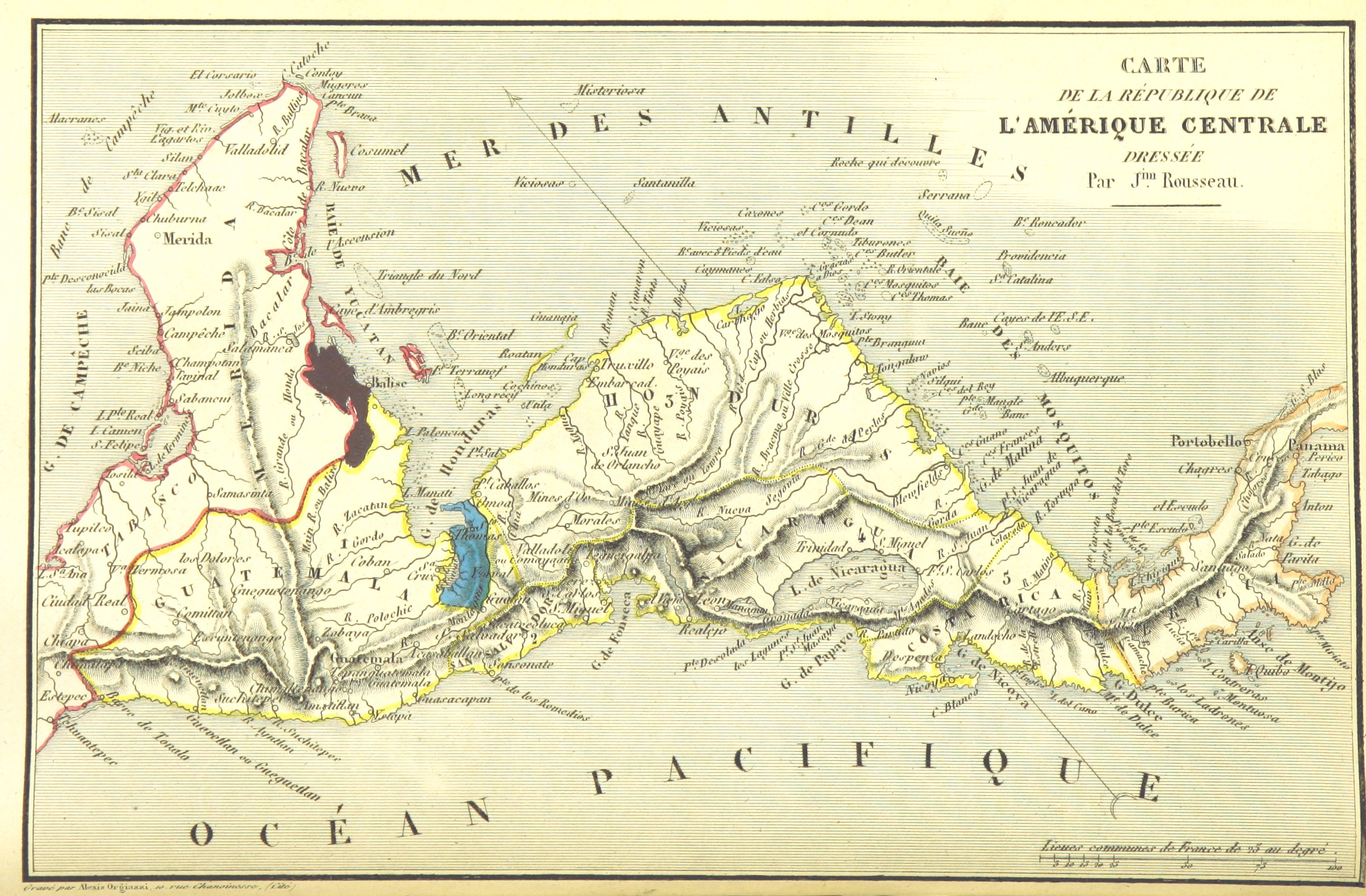
Nicht genordete Karte der Zentralamerikanischen Republiken mit dem belgischen Gebiet (blau)

Santo Tomás de Castilla wurde um die Mitte des 19. Jahrhunderts von Siedlern aus Belgien neugegründet. Die belgische Compagnie Belge de Colonisation hatte am 16. April 1842 im Auftrag des belgischen Königs Leopold I. vom Parlament Guatemalas eine Konzession für ein 360.000 Hektar (3.600 km²) großes Gebiet zwischen den Flüssen Río Motagua und Río Dulce erworben, das von etwa 1.200 Indios bewohnt war. Bedingung war, dass die belgischen Kolonisten Straßen und Brücken bauen, die Souveränität über das Gebiet lag weiterhin bei Guatemala. Präsident der Compagnie war der belgische Ex-Minister Félix de Mérode, Vizepräsident der deutschstämmige Graf Theophil von Hompesch, der auch als Befürworter des Nicaragua-Kanals auftrat.
Die ersten 54 Kolonisten aus Antwerpen kamen im Mai 1843 an. Zwischen 1843 und 1848 wurden einige Hundert vor allem flämische Belgier in Santo Tomás de Castilla angesiedelt. Siedler kamen auch aus Deutschland, von schon 280 Siedlern im Jahr 1845 waren 93 Deutsche. Vorgesehen waren bis zu 2.000 ausschließlich katholische Kolonisten, auch das eine Bedingung des Konzessionsvertrags. Die Kolonie erhielt den Namen Verapaz (Verapas, Verapa). 

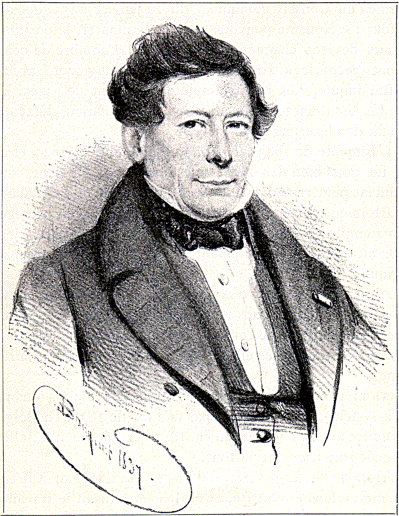
Félix de Mérode
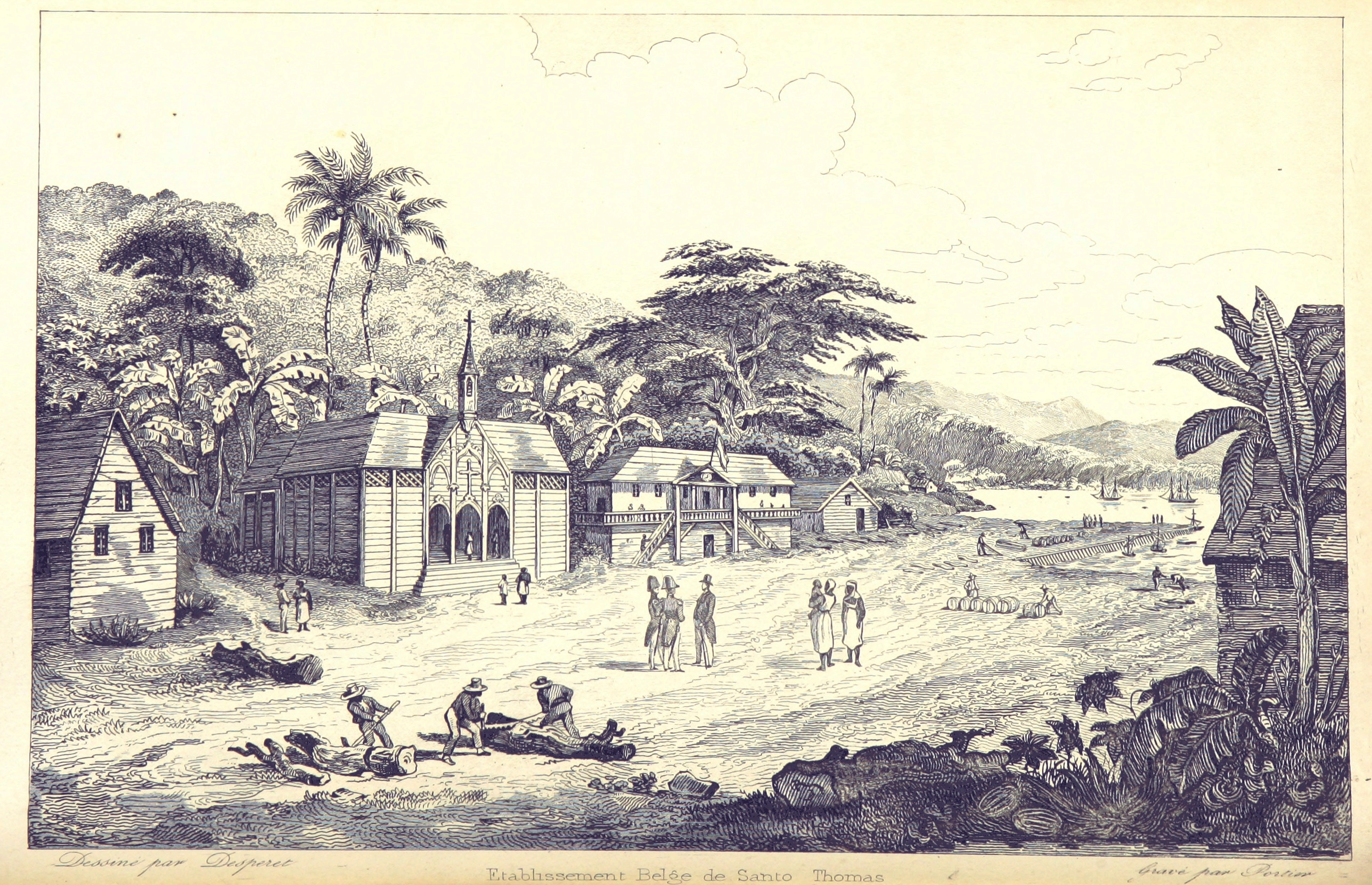
Straßenszene mit belgischen Siedlern
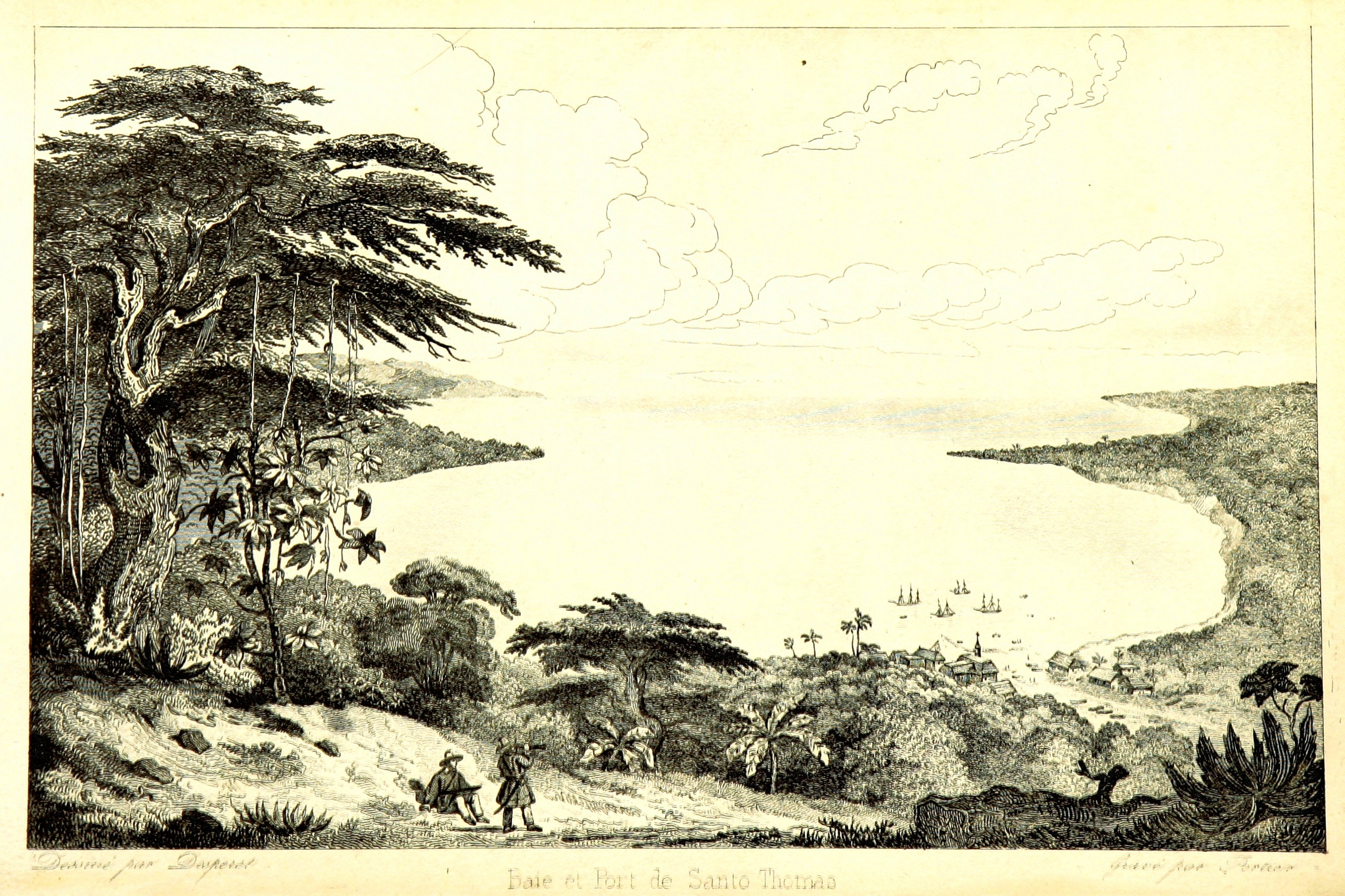
Der Hafen von Santo Tomás um 1840

Dem schnellen Zuwachs folgte jedoch der schnelle Niedergang. Misswirtschaft, ungünstige gesellschaftliche und Umweltbedingungen sowie der Argwohn der Briten (im benachbarten Britisch Honduras), der USA (Monroe-Doktrin) und schließlich auch der guatemaltekischen Behörden ließen das Projekt scheitern. Innerhalb von nur 18 Monaten zwischen 1845 und 1846 starben 211 von damals schon 871 Kolonisten. Viele Belgier zogen nach Guatemala-Stadt oder nach Honduras, einige kehrten nach Belgien zurück. 1854 wurde Santo Tomás de Castilla aufgegeben, nachdem auch der Verkauf an eine französische Kolonialgesellschaft gescheitert war. Der Graf von Hompesch musste sich wegen des Bankrotts vor seinen Banken rechtfertigen, die öffentliche Stimmung sowie die Haltung des Königs und der Regierung waren zunächst gegen weitere Kolonialambitionen.
Bis 1960 existierte in Santo Tomás de Castilla noch ein belgischer Friedhof.

### Matías de Gálvez seit 1958
Seit 1960 dient Matías de Gálvez der guatemaltekischen Kriegsmarine als Basis. Nachdem ein Erdbeben den Hafen von Puerto Barrios zerstört hatte, wurde ab 1976 Matías de Gálvez als neuer Hafen ausgebaut und zur Freihandelszone. Matíaz de Gálvez hat sich seitdem zum wichtigsten Exporthafen Guatemalas entwickelt, seit 2004 ist Matías de Gálvez auch Anlaufpunkt für Kreuzfahrtschiffe.